# スガキコシステムズ
スガキコシステムズ株式会社（英: Sugakico Systems Co., Ltd.）は、ファストフードチェーンを運営する日本の企業。愛知県名古屋市に本社を持つスガキコグループの中核を担う企業であり、主力事業としてラーメンや甘味などを扱うチェーン店「Sugakiya」（「スガキヤ」とも表記）を展開する。旧社名は株式会社寿がきや（すがきや）。本項ではチェーン店の店舗についても扱う。
同社の子会社で麺類などの食品製造を営む企業については、寿がきや食品を参照。

## 概要

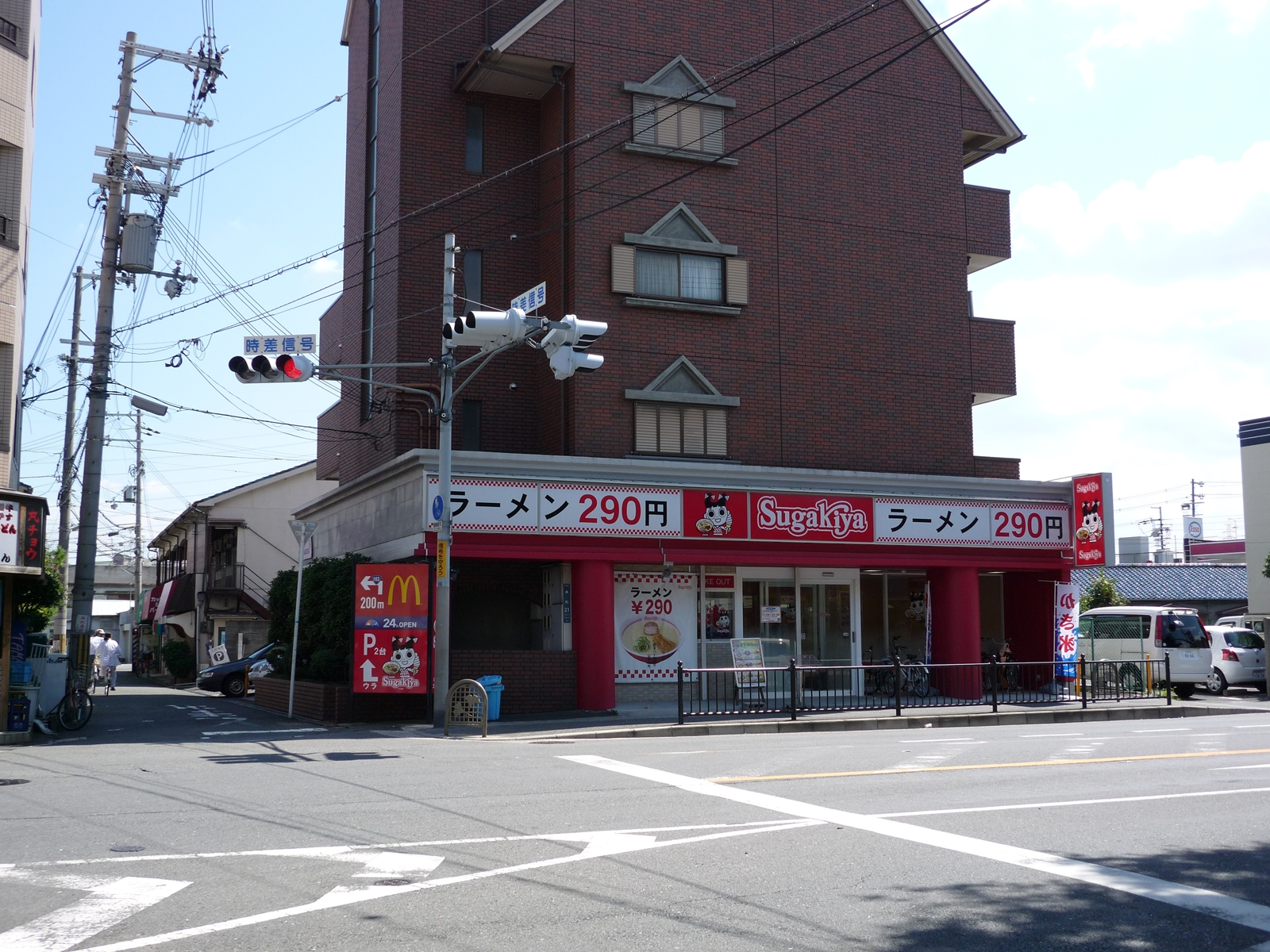
大阪府門真市に出店していたロードサイド型店舗2038古川橋寿町店

1946年（昭和21年）3月 に、菅木清一が弟菅木周一と義兄森本弘次とともに名古屋市中心部の栄にて「甘党の店」として創業、1948年（昭和23年）にラーメンを出すようになり、店名を「寿がきや」と改めた。これは創業者の菅木（すがき）の名に由来し、縁起担ぎに「寿」の文字が入れられた。
1958年（昭和33年）に株式会社化、1963年（昭和38年）には関連会社としてインスタント麺などを製造する寿がきや食品を設立している。1969年（昭和44年）に「寿がきや」（現・スガキヤ）としてチェーン展開を開始して以降、中部地方と近畿地方にあるアピタ・ピアゴやイオン、バロー、平和堂など、大規模ショッピングセンター内のフードコートを中心として店舗展開をしており、近年はうどん専門店など「スガキヤ」以外の業態での事業も行なっている。
新聞広告の公募で選んだ「スーちゃん」をマスコットにし、ラーメン用の粉末スープを日本で初めて開発、フォークとレンゲが一体となったラーメンフォークはニューヨーク近代美術館でも販売されている。
店舗数は2015年（平成27年）1月現在で東海地区（愛知・岐阜・三重・静岡）に304店舗、近畿地区（大阪・京都・兵庫・奈良・滋賀）に47店舗、北陸地区（石川・福井）に12店舗計11府県に363店を数えるが、いずれも直営店舗でフランチャイズによる展開は行なっていない。均一で安全な商品・サービスを提供するため、スーパーバイザーによる臨店チェック、OJTや巡回指導が定期的に行われている。ラーメン店では、幸楽苑、日高屋、どさん子と並ぶ大手チェーンである。
2019年1月から9月にかけて、高齢化に伴う人手不足の影響や赤字店舗の整理により36店舗を閉店し、327店舗となった。
新型コロナウイルス感染症流行の影響により、2020年9月から2021年3月にかけて30店舗を閉鎖予定。石川県、福井県の店舗（9店舗）については9月30日までの営業をもって両県から撤退、2020年10月31日の営業をもって奈良県から撤退。
2024年8月22日現在の店舗数は、スガキヤ258店舗、寿がきや（高級志向の店）が7店舗、たこ寿（たこ焼き店）4店舗、木村屋（博多うどん）2店舗、一得庵（博多うどん）1店舗。
出店地域は、愛知県、岐阜県、三重県、静岡県、滋賀県、京都府、大阪府、兵庫県と、奈良県（一度撤退したが、2025年1月30日に再出店）。

## 沿革
- 1946年 - 愛知県名古屋市栄に「甘党の店」を開店。
- 1948年 - ラーメンの提供を開始し、店名を「寿がきや」に改める。
- 1958年 - 「株式会社寿がきや」を設立。マスコットキャラクター「スーちゃん」誕生[10][11]。
- 1963年 - 即席ラーメンやうどんなどの製造・販売を手掛ける系列会社「寿がきや食品株式会社」を設立。
- 1978年 - ラーメンフォークを導入開始。
- 1994年 - 社名を「スガキコシステムズ株式会社」に変更。台湾に合弁会社・陸仕寿賀喜屋股分有限公司を設立。
- 1999年 - 関東地方から撤退。
- 2004年 - 高田馬場店を出店し、東京都内へ再進出。
- 2006年
  - 3月4日・5日 - 創立60周年を記念して2日間全メニュー半額を実施。以降、毎年3月に半額セールを行う（後述）。
  - 9月30日 - 高田馬場店を閉店、関東地方から再度撤退[12]。
- 2008年 - 割り箸を全廃し、プラスチック箸に切り替える。
- 2010年 - 名古屋市中区丸の内の中部大阪商品取引所本部ビルを取得し、大須にある川本ポンプビルから本社機能を移転する。

## 店舗がない地区

### 撤退地区
- 関東地方 - かつては関東地方でもショッピングセンターのフードコートなどを中心に広く出店していたが、1999年までに関東から全店撤退した。その後、2004年に高田馬場店を出店して東京へ再進出したが、2006年9月30日をもって高田馬場を閉店して関東から再度撤退した。同社では関東からの撤退理由として、同社のビジネスモデルが「商圏人口が4万人未満で成り立つビジネスモデル」であり、それが首都圏の大都市部ではうまく機能せず、不採算店を閉店させると残る黒字店も運営困難となったことなどを挙げている[12]。
- 北陸地方 - 2020年9月30日をもって、石川県・福井県の9店舗を閉店し北陸地方から撤退[8]。
- 中国地方
- 九州地方

### 国内未出店地区
- 北海道地方
- 東北地方
- 四国地方
- 和歌山県

## グループ会社
- 寿がきや食品株式会社

- 株式会社ミセスハート

1983年（昭和58年）1月に創業したババロア専門店。2014年（平成26年）には名古屋市中区のセントラルパークでパンケーキなどを扱うカフェを開店している。
- 株式会社ファイブレシピ

1998年（平成10年）に設立。点心と中華を扱うレストラン「上海湯包小館」を展開している。
- 陸仕寿賀喜屋股分有限公司

台湾で「壽賀喜屋」を展開する（後述）。

## マスコットキャラクター
スガキヤのマスコットキャラクターは、1958年（昭和33年）の株式会社寿がきや設立と同じ時期に誕生した「スーちゃん」という女の子で、スガキヤの主力商品であるラーメンとソフトクリームを手にしている。イラストのベースは名古屋市在住の男性のもので、同年に中日新聞の広告でキャラクターを公募して決められた。当初はおかっぱ頭の中国風デザインだったが、創業者の菅木周一の発案で現在の三つ編みと水玉模様の衣装になった。スーちゃんがラーメンとソフトクリームを持っているのは、1946年（昭和21年）に第1号店が甘味の店としてオープンした時の名残という。
スーちゃんには「ラーパパ、メンママ、プーちゃん（弟）、ウーちゃん（犬）、ミャーちゃん（猫）」の家族がおり、全員合わせると名古屋弁で「ラーメンスープうみゃー（美味い）」となる。一時期は、さくらももこがデザインしたキャラクターへ変更されたが、不評だったようで一年程で元のデザインに戻された。
かつては声優の三輪勝恵がスーちゃんの声を当てていた。

## ラーメンフォーク

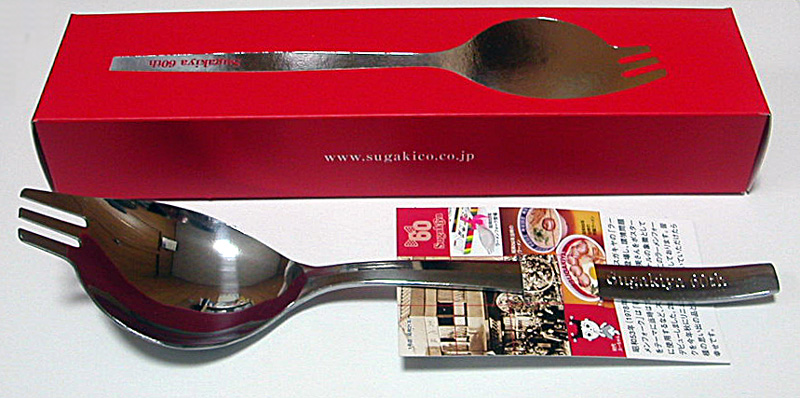
60周年記念事業の一環として配布されたラーメンフォーク

スガキヤでラーメンを注文すると、レンゲの代わりに根元が大きく膨らんだ「ラーメンフォーク」と呼ばれるフォークが提供される。このラーメンフォークは、割り箸の大量消費による環境問題に配慮しノリタケと共同開発した食器で、割り箸がなくてもラーメンが食べられるような工夫がされており、1978年（昭和53年）に「箸よ、さらば」のキャッチフレーズとともに登場し、スガキヤの各店頭で使われ始めた。ラーメンフォークの導入によりレンゲの提供は廃止されたものの、割り箸が店頭から撤去されたわけではなく、その後も2008年（平成20年）春まで割り箸も用意されていた。
2006年（平成18年）秋より、フォーク部分が根元部分の正中に位置した形状へとリニューアルされたが、厚手の金属製のため、熱くて口に入れにくい、フォーク部分で麺を食べようとすると根元部分に溜まったスープがこぼれる等の理由から、箸を所望する客のため、2008年（平成20年）春の割り箸全廃以降はプラスチック箸が用意されている。ただし3月の半額セールの際には割り箸を使用することがある。
ラーメンフォークはそのデザインが評価され、2008年からニューヨーク近代美術館のミュージアムショップ「MoMA Design Store」の商品として販売されている。

## 主なメニュー
創業の経緯から甘味とラーメンを主体としている。ラーメンのスープは豚骨をベースにしているが、これは創業当時に周辺の飲食店で豚骨味のラーメンが多く出されており、これに合わせたものだという。ラーメンについてはトッピングや麺の大盛などにも対応しており、他に五目ご飯やサラダなども単品のほかセットメニューとして扱っているほか、期間限定メニューや夏季限定メニューも実施される。
ラーメンの価格は、1946年の創業当時30円、1950年に70円、1960年に90円、1976年に120円、1986年から270円、その後消費税導入で290円、2014年に300円、2016年に320円、2022年4月は原材料高を理由に360円、2023年4月も原材料高を理由に390円、2024年3月21日からは、原材料高、人件費高騰を理由に430円に値上げ。

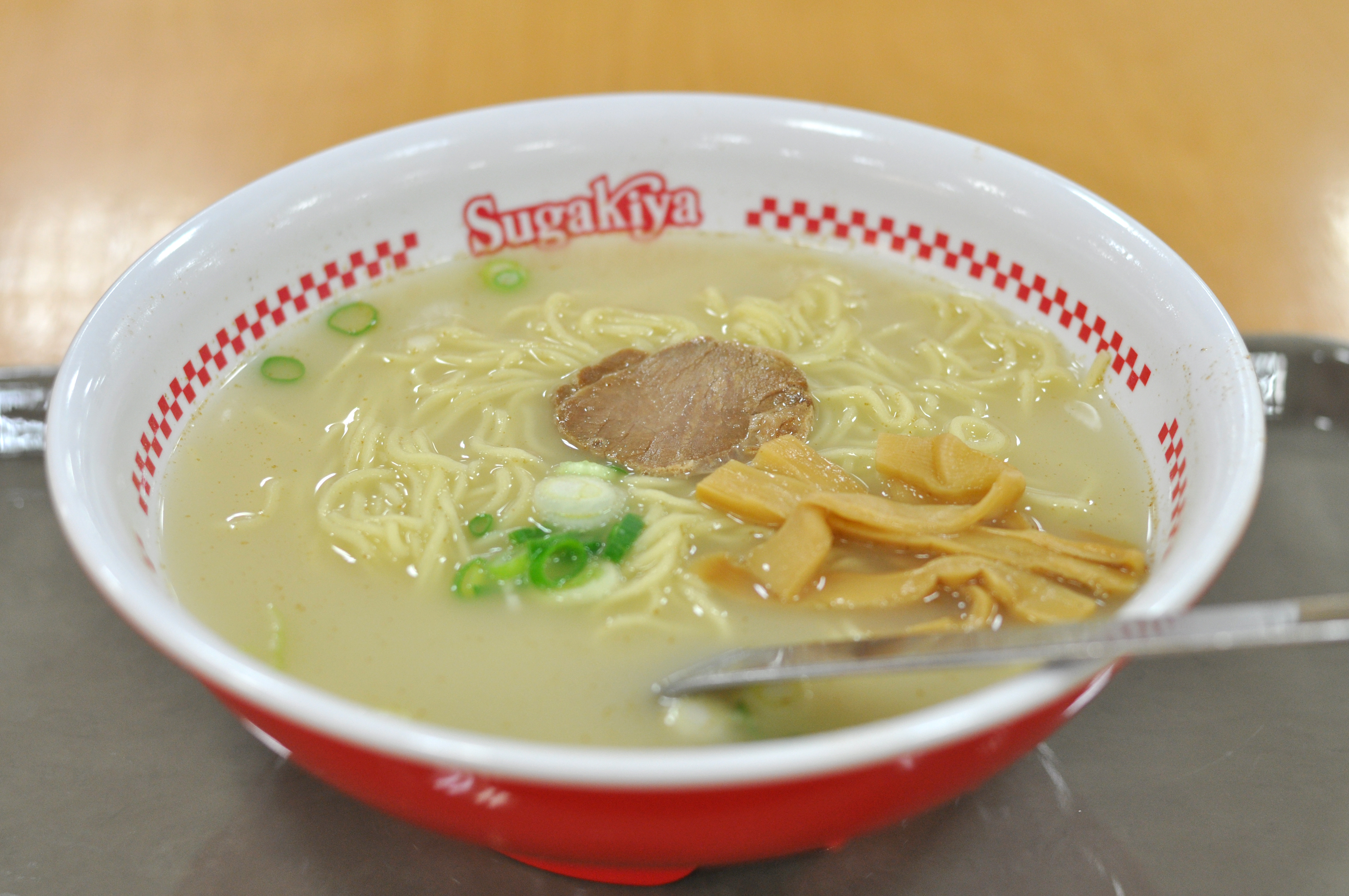
ラーメン
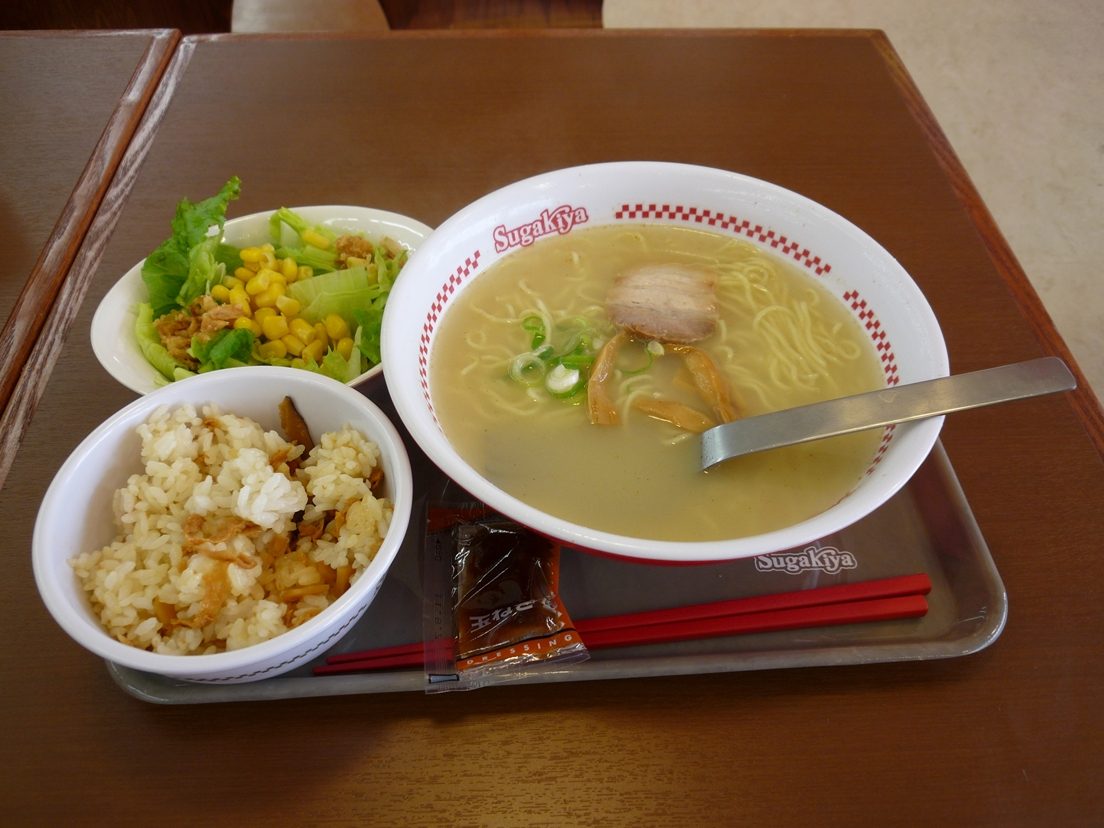
ラーメン＋サラダセット
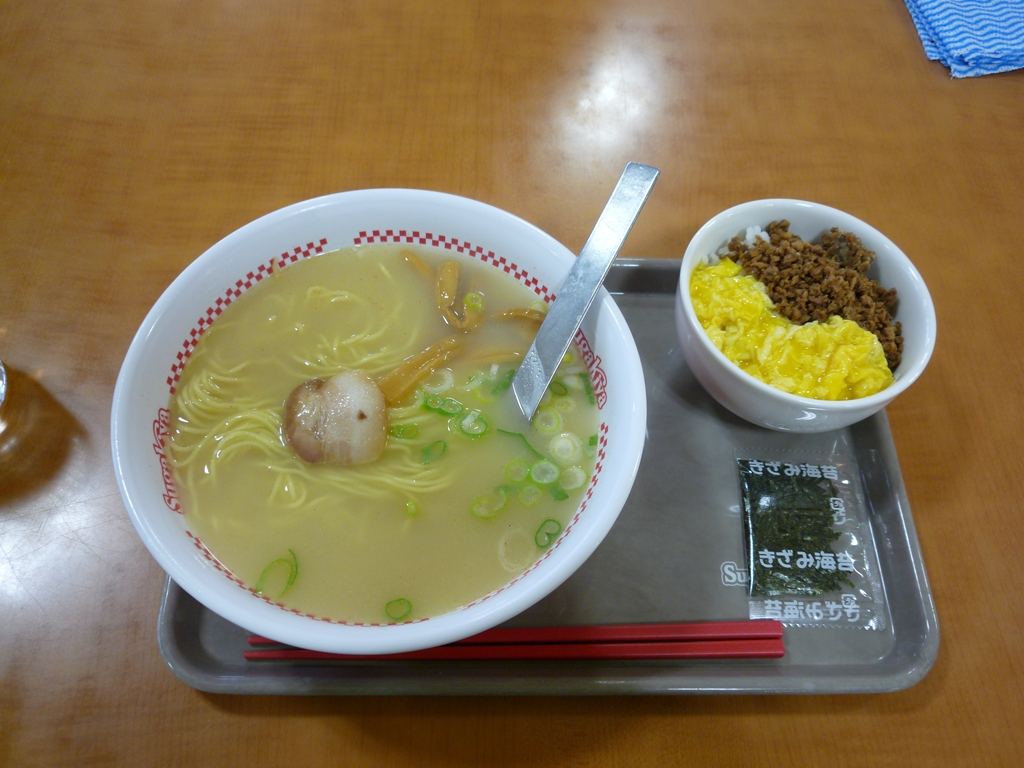
ワンコインセット

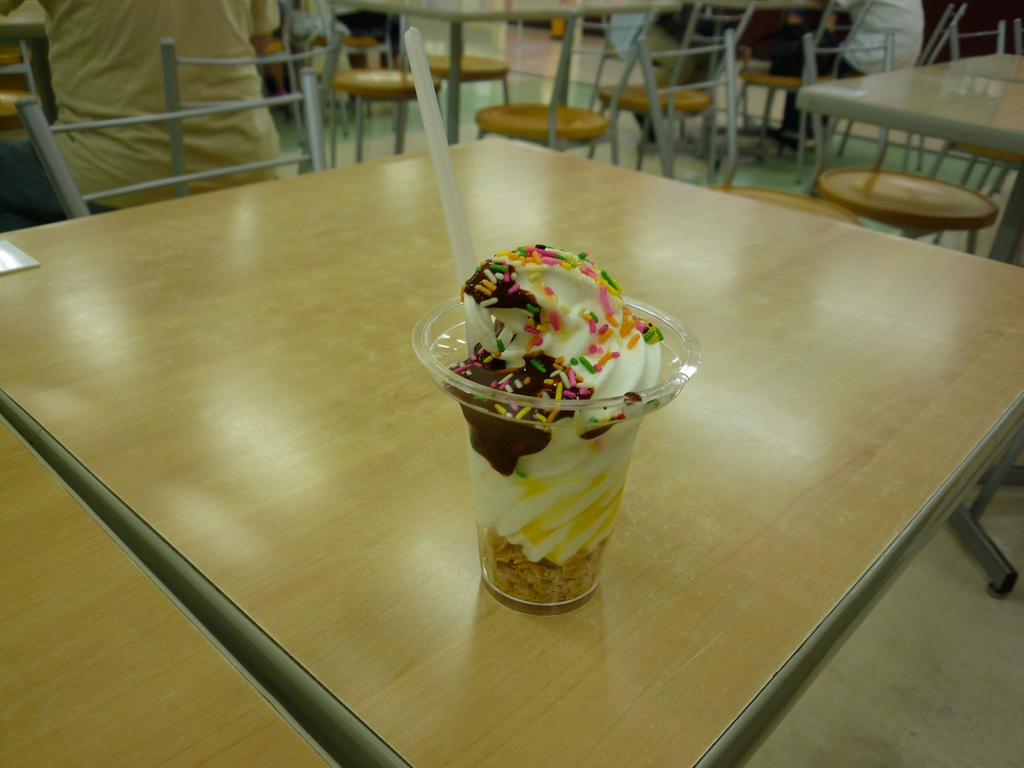
チョコバナナ
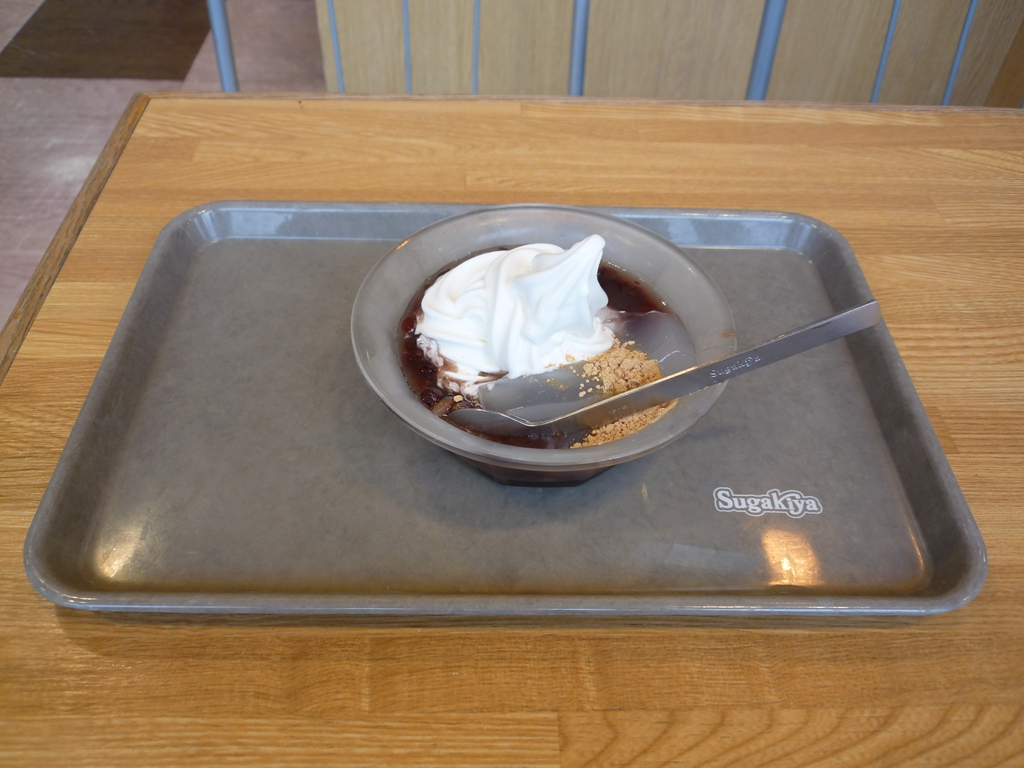
わらびもちクリームぜんざい
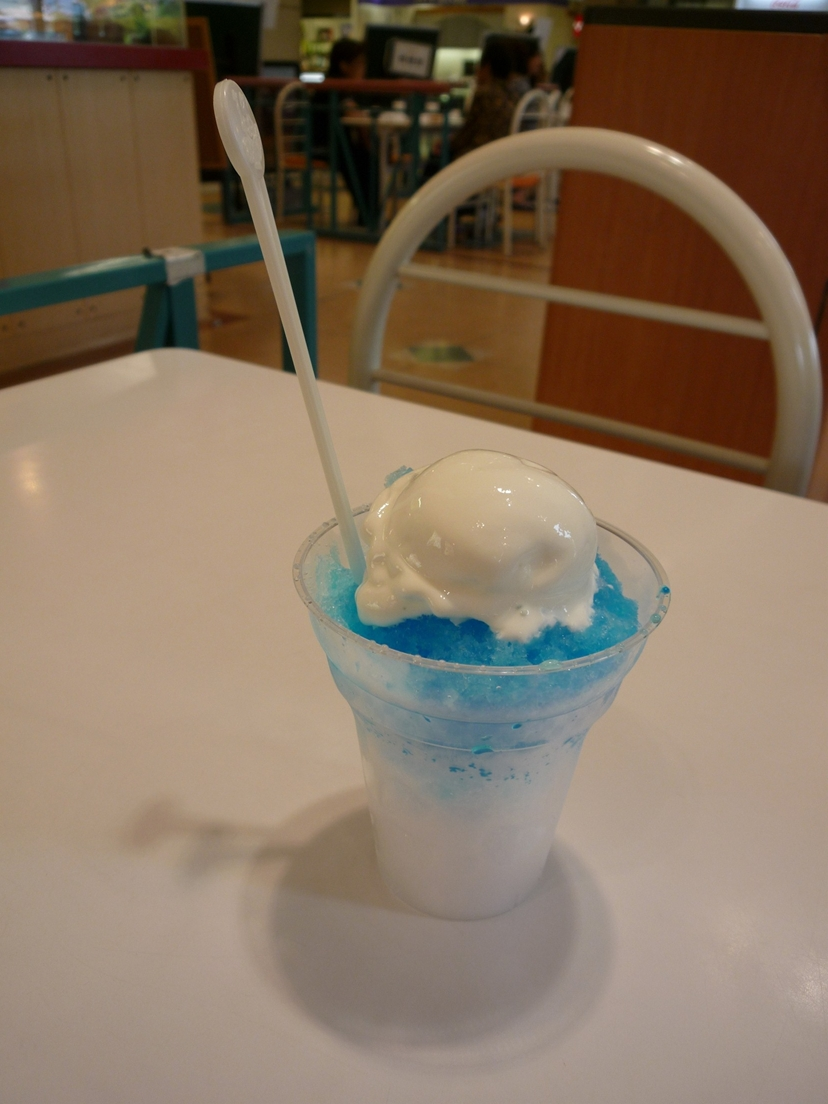
ラムネ氷

## チェーン展開

### Sugakiya
1969年（昭和44年）、11号店を名古屋市東区のほていや大曽根店（後のユニー→ピアゴ大曽根店、2010年2月閉鎖。）の4階に出店したのがチェーン展開の始まりである。

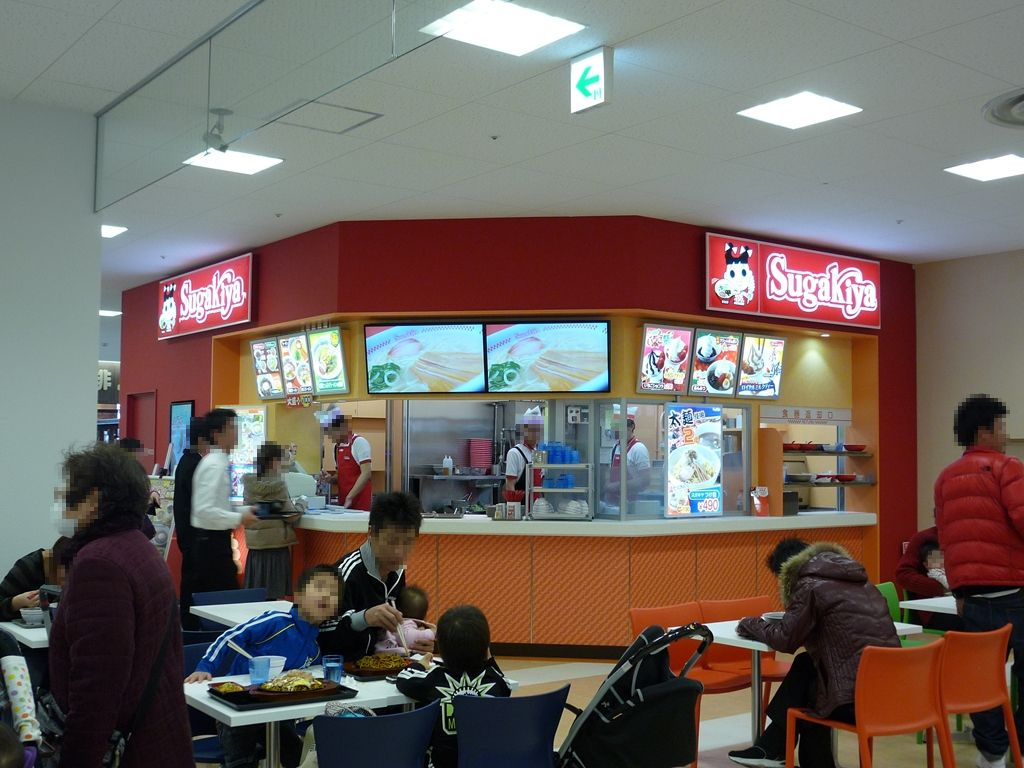
愛知県名古屋市緑区にある1834鳴海なるぱーく店 フードコート型店
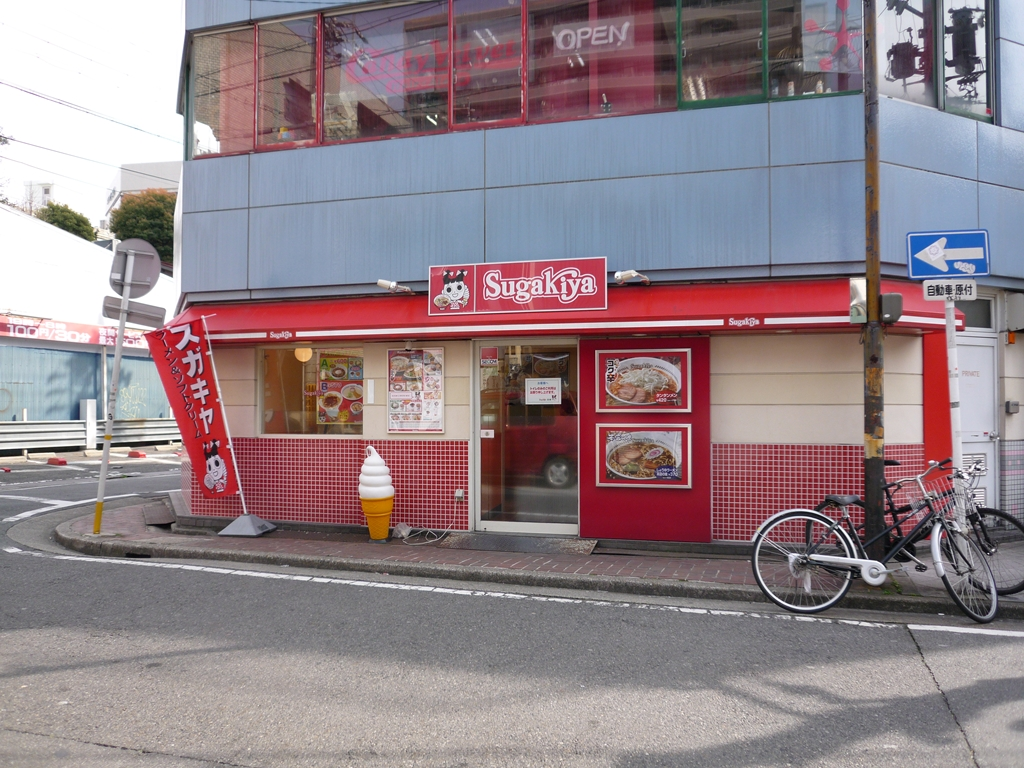
愛知県名古屋市中区にある1039大須店 ロードサイド型店
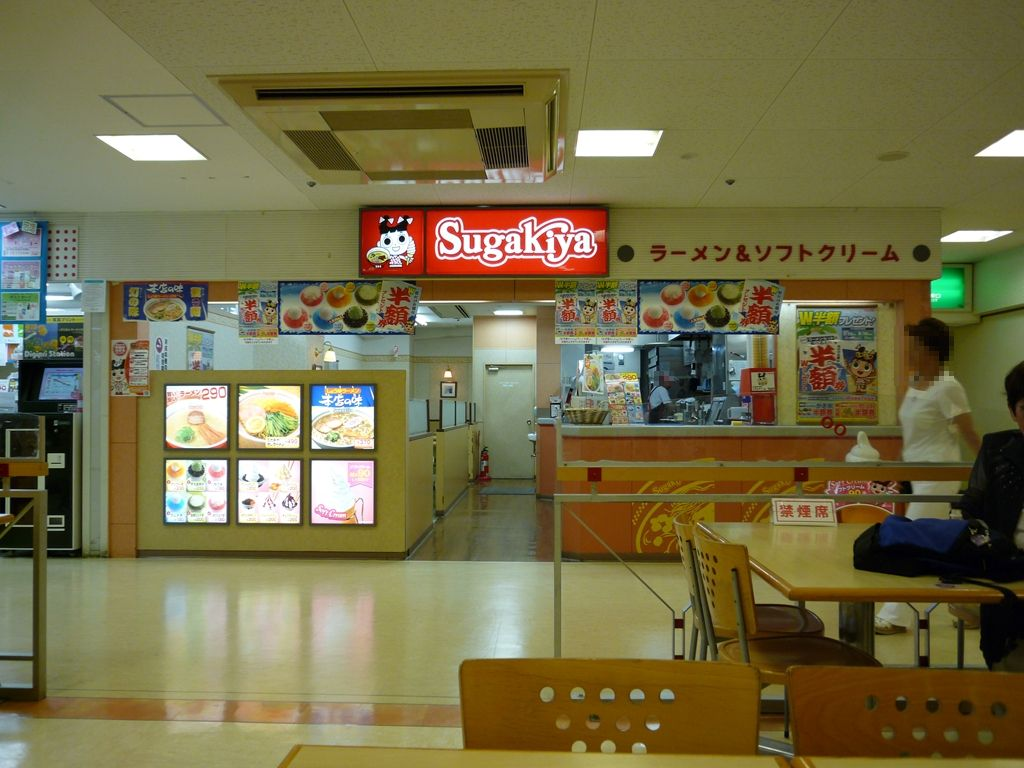
兵庫県伊丹市にある2101イズミヤ昆陽ノ里店 施設内独立型店

#### レディース店
入店者を女性のみに限定した店舗で、1958年（昭和33年）に3号店を「女性センター」としてオープンしたのが始まり。1990年代中頃まで存在し、最大8店舗運営されていた。これは当時、初出店となった名駅界隈の治安がよくなかったことや、1人でラーメン店に入りづらいという女性からの声を参考に導入したものと言われる。男性客は入店することができず、店外に設置されたカウンターで食事をしなければならなかった。

#### 大学構内への出店
- 名城大学
- 愛知学院大学
- 京都産業大学 - 2020年9月21日開店、2025年1月20日閉店。
- 愛知大学 - 大学内店舗ではあるが、メニューは一般のスガキヤ店と同じであった。2025年1月27日閉店。
- 中部大学 - 2013年8月6日閉店。その後再開店するも2025年1月27日閉店。
- 愛知工業大学 - 2025年2月3日閉店。

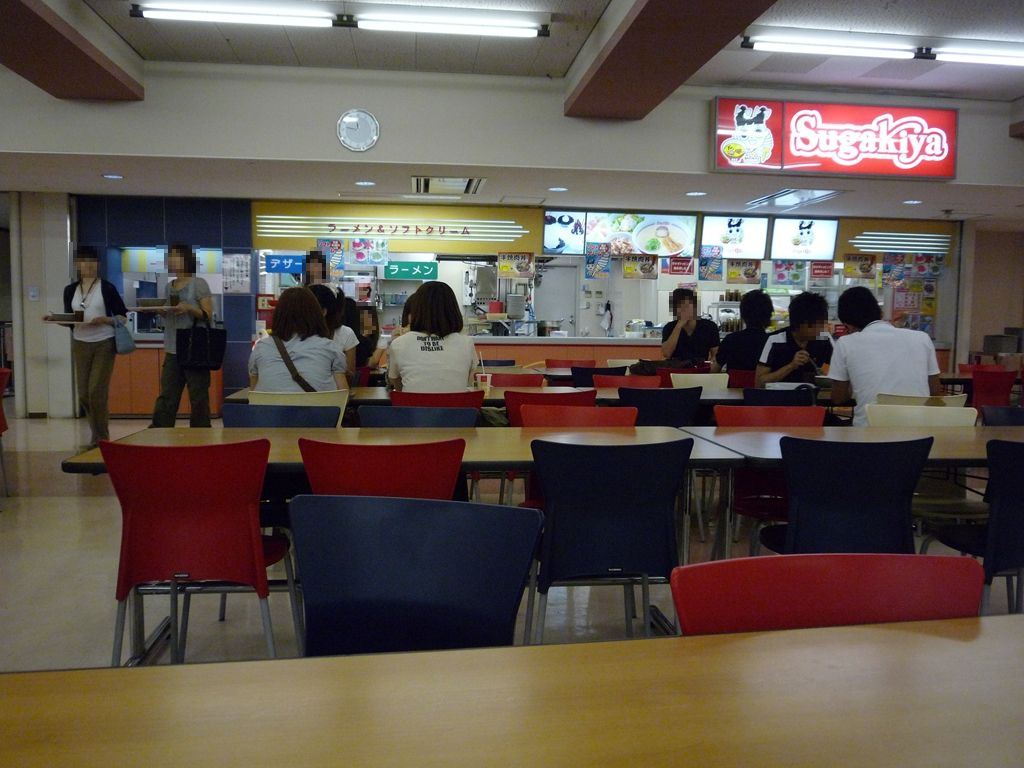
愛知県名古屋市天白区にある8501名城大学店
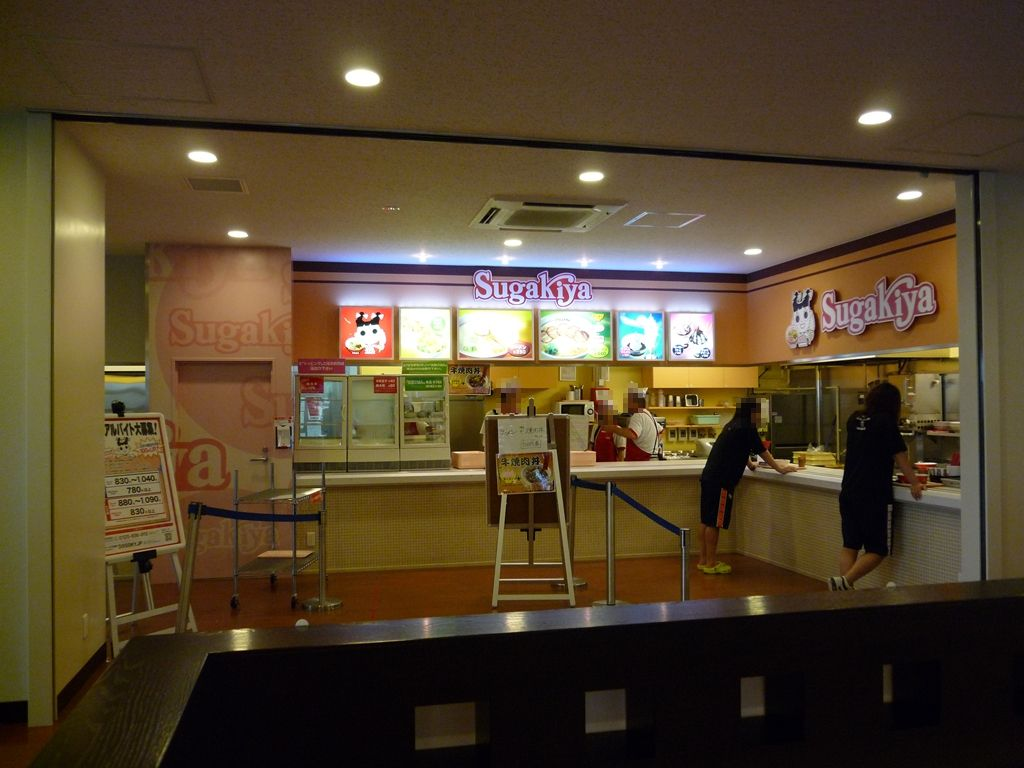
愛知県日進市にある8504愛知学院大学店
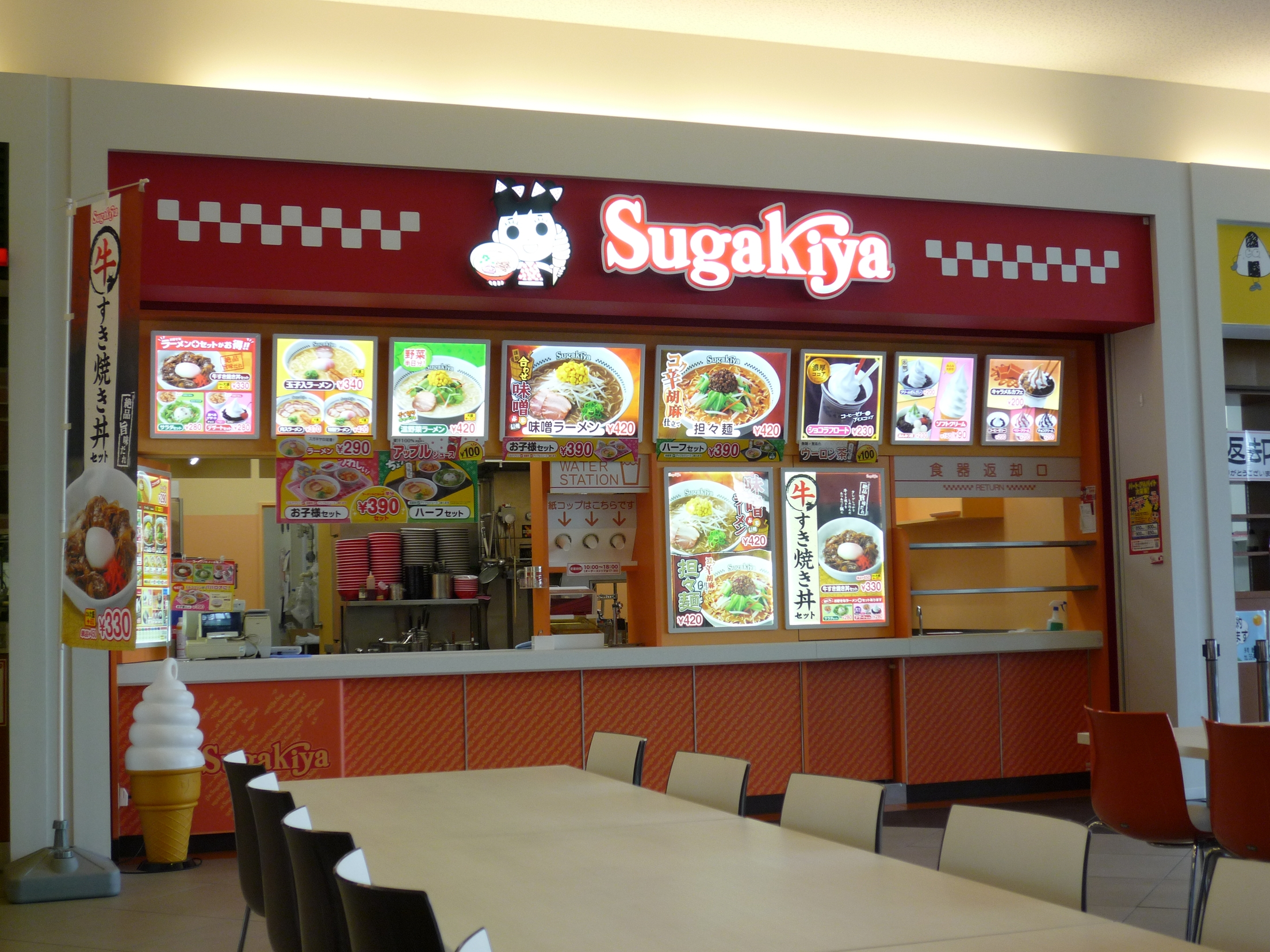
愛知県名古屋市中村区にあった8505愛知大学店
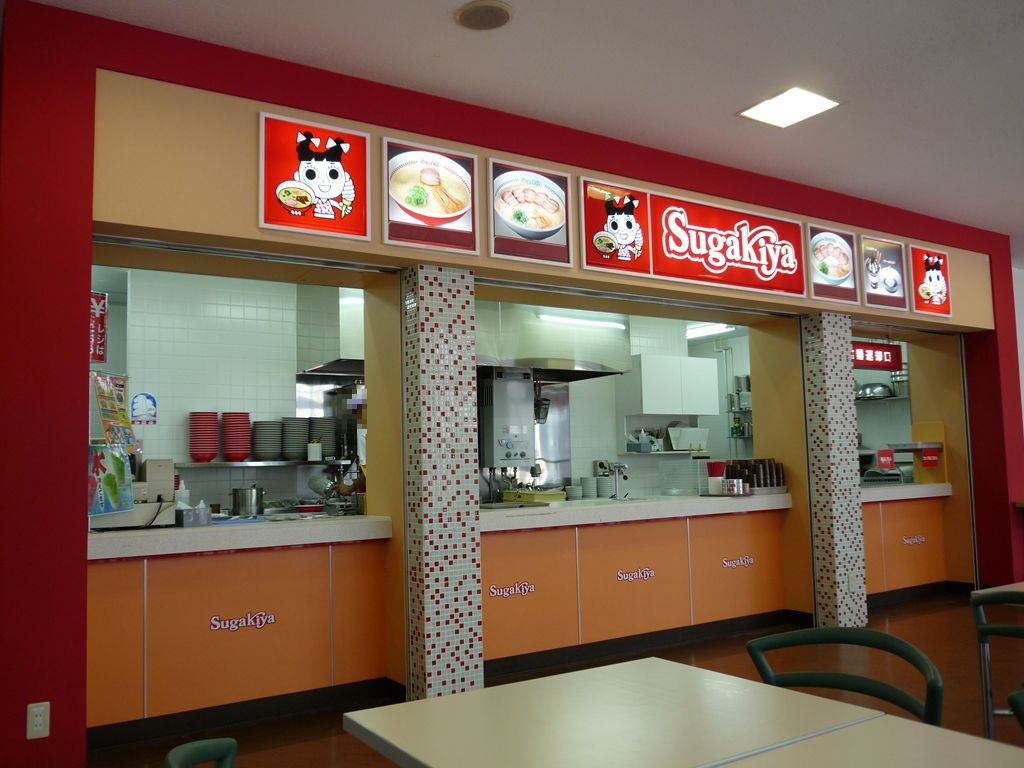
愛知県春日井市にあった8503中部大学店（写真は2013年閉店前）
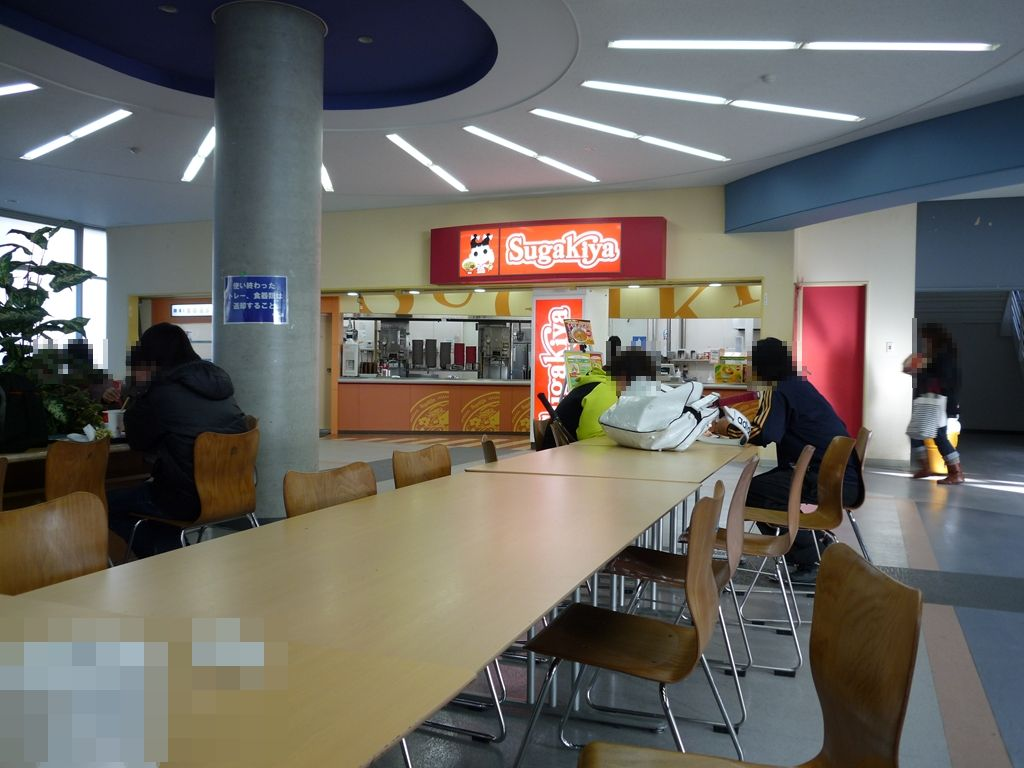
愛知県豊田市にあった8502愛知工業大学店

#### 公共施設内への出店
- 東山動植物園
- 愛知県図書館
- 愛・地球博記念公園（モリコロパーク）
- 名古屋市鶴舞中央図書館 - 2024年12月28日閉店[20]。

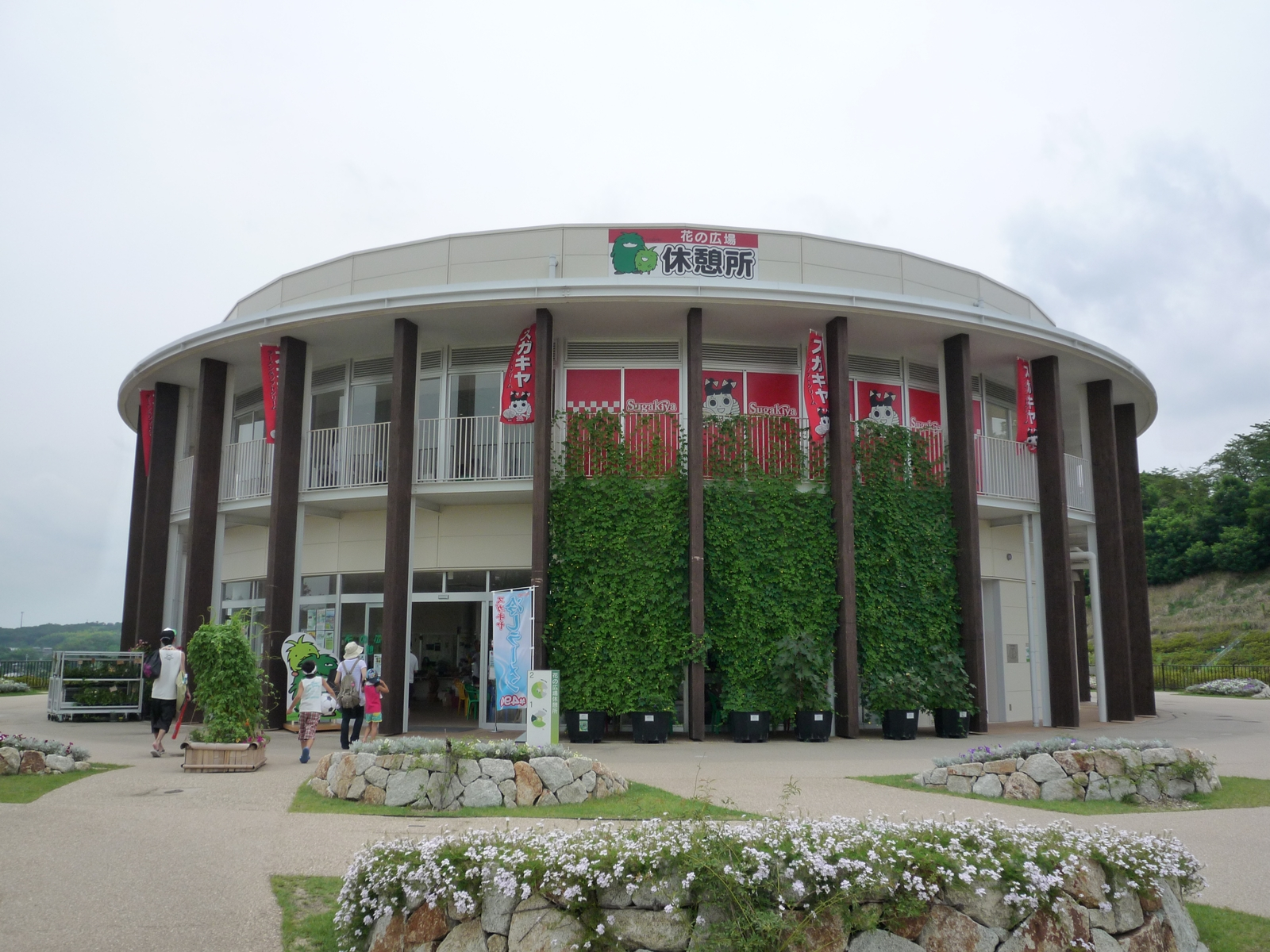
愛・地球博記念公園（モリコロパーク）花の広場休憩所内にある1253モリコロパーク店

#### 海外展開
合弁会社の陸仕寿賀喜屋股分有限公司を通じて台湾で店舗を展開しているが、甘味は扱っていない。

### 寿がきや
主にパチンコホールなどで展開している店舗「寿がきや」では、取り扱うメニューも店構えも他の「Sugakiya」とは全く異なっている。この寿がきやでは「白ラーメン」「赤ラーメン」「暁（あかつき）ラーメン」という独自のラーメンメニューが用意されている。1946年（昭和21年）創業の第1号店「寿がきや」を再現したものだと言われている。

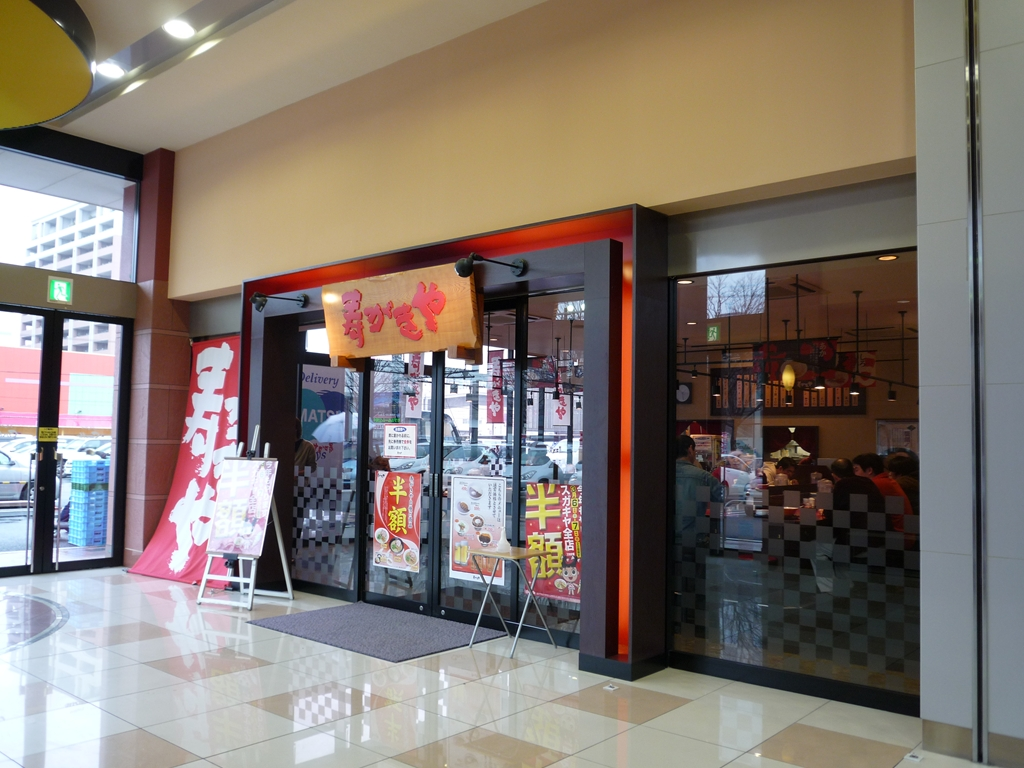
愛知県名古屋市熱田区にある8255熱田キャッスル店
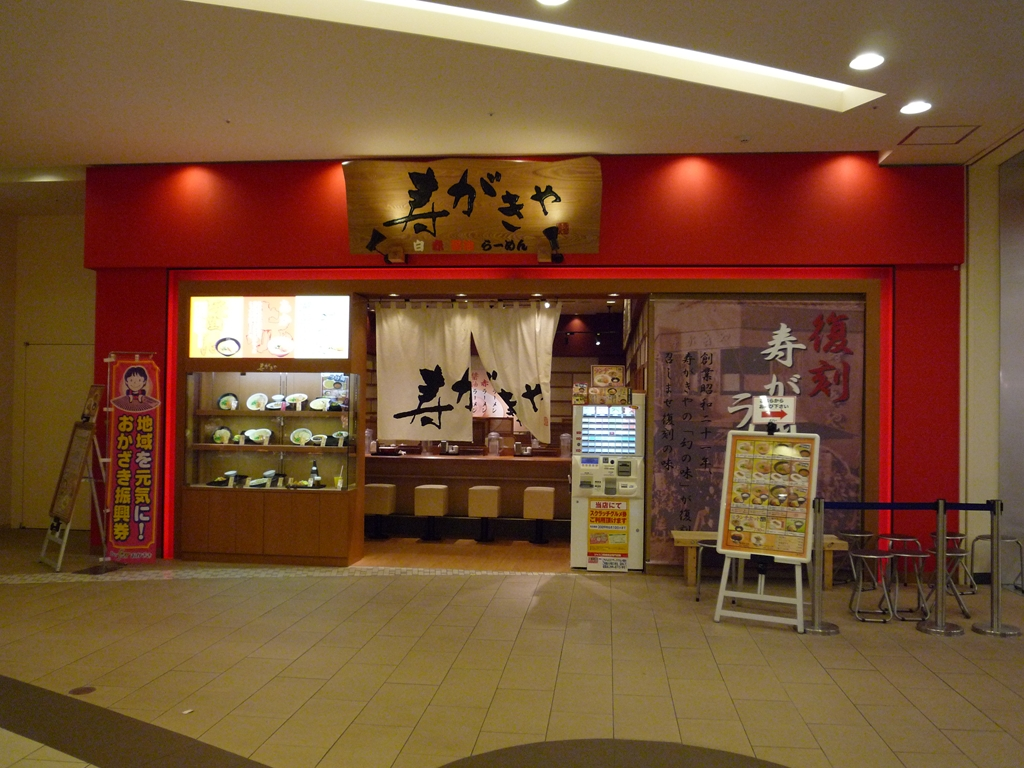
愛知県岡崎市にある8264岡崎南イオン店
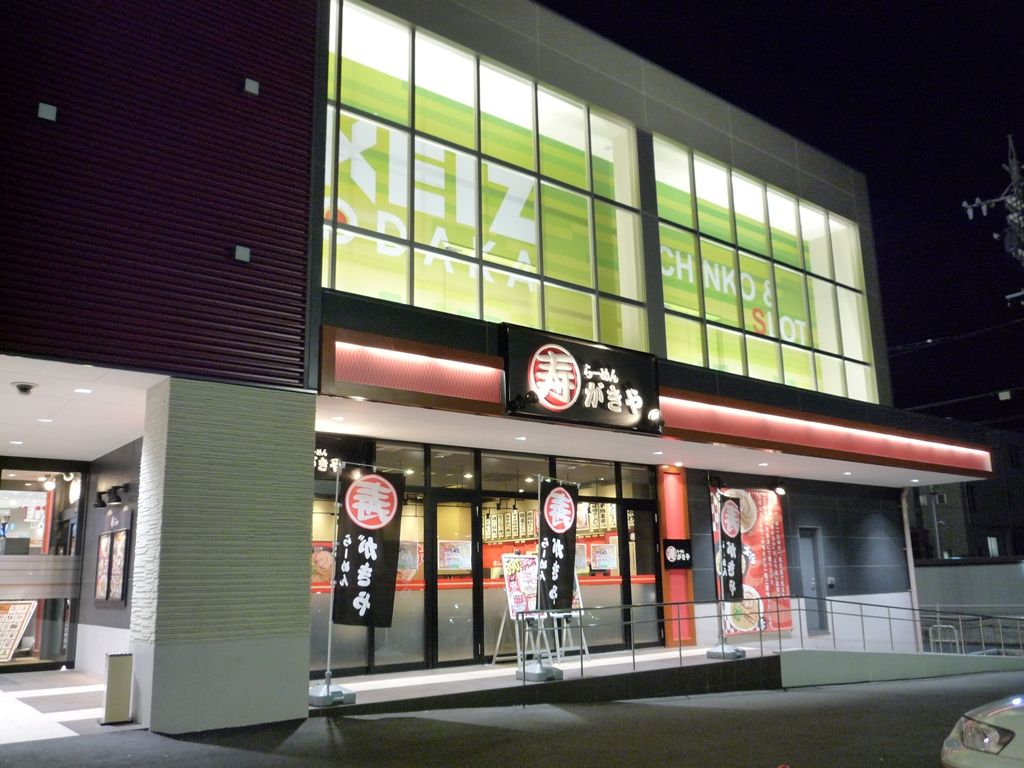
愛知県名古屋市緑区にある8272大高ケイズ店
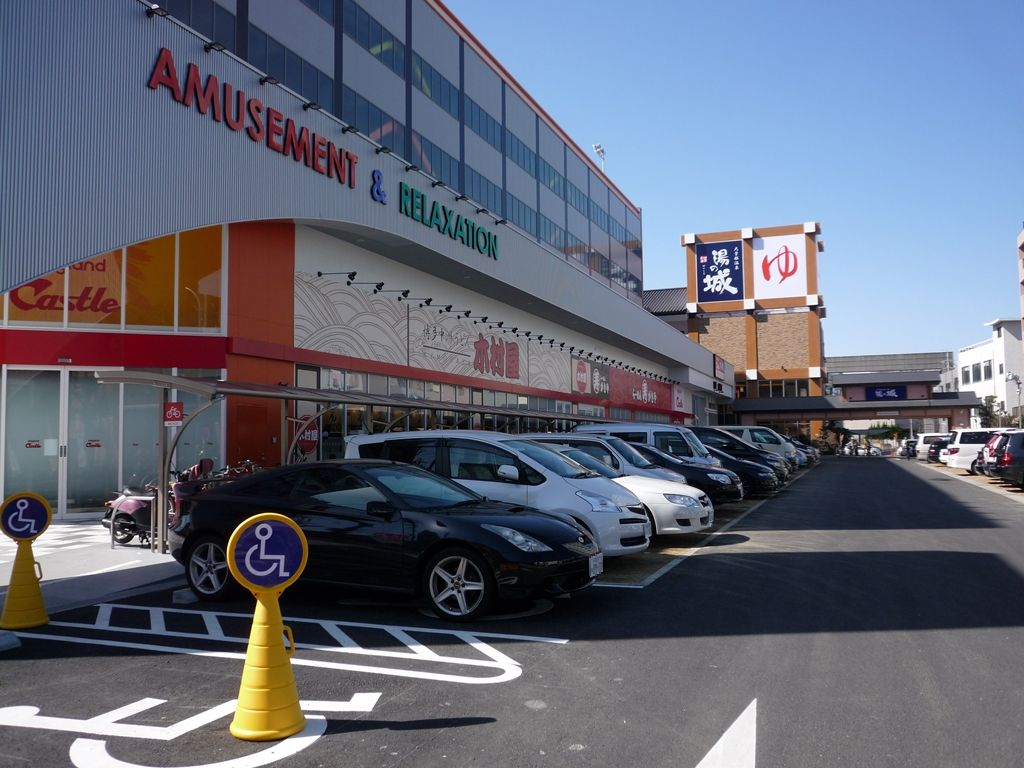
愛知県名古屋市東区にある8276大曽根キャッスル店/82761木村屋大曽根キャッスル店

### 中華厨房 寿がきや
2013年（平成25年）に名古屋駅のエスカ地下街に1号店を開店した新業態の店舗。ラーメン以外に中華の一品料理を提供する。2017年にラーメン専門の「寿がきや」に変更し、一品料理を取り扱わなくなった。

### 博多うどん 木村屋
2010年（平成22年）から展開している博多うどんの専門店。

### 一得庵
2016年（平成28年）に大須の万松寺ビルに1号店を開店した新業態の店舗。博多うどん以外に揚げたての天ぷらを提供する。

### たこ寿
「たこじゅ」と読む。2024年（令和6年）に三重県鈴鹿市のそよら鈴鹿白子に1号店を開店した新業態の店舗。秘伝のスガキヤだしで焼いたたこ焼きを提供する。2025年1月30日現在で、愛知県名古屋市西区、千種区、豊田市、半田市、奈良県生駒市にも出店。同年4月には、たこ焼き発祥の地である大阪市にも出店した。

## 半額キャンペーン
当初は創立60周年記念の記念企画であったが、好評であった為、顧客に感謝する意味で3月最初の土曜日、日曜日に実施している（スガキヤ - スーちゃん祭、寿がきや - 寿祭）。1日が日曜日の場合は、第2日曜日になる。3月に行われているのは、同社の創業が3月であるためと、3月が桃の節句の時期なので女性客を呼び込むため。それまでも一時期、前述のレディース店でひな祭りに合わせてラーメンを無料にしたりプレゼントを贈呈していたことがあり、それが今日行われているキャンペーンに繋がっている。
なお、休日は顧客の少ない大学内店舗の一部では実施しない。またこのキャンペーンが行われている2日間は以下のようになっている。
- 注文後に席へ座ること（先に座席をとることは禁止）
- ラーメンと甘味が両方欲しい場合は同時に注文しなければならない（後から頼む場合は並び直すことになる）
- 氷の提供なし（作業の効率化のため。なお、出されるコップも紙製になる）
- 持ち帰り包装なし
- 割り箸使用（作業の効率化のため）
- 割引券使用不可
- 注文できるメニューは限られる（2009年以降。スガキヤにおけるラーメンの場合はラーメン・肉入り・特製の3種類のみ。寿がきやは店舗ごとに異なる）

### 半額キャンペーンの歴史
| 回 | 年     | キャンペーン名                | 開催日                        | 概要 |
| -- | ------ | ----------------------------- | ----------------------------- | --- |
| 1  | 2006年 | スーちゃん 60周年キャンペーン | 3月4日 3月5日                 | 創業60周年イベントの第1弾として企画。 キャンペーン2日目の午後には食材が尽きる店舗が相次ぎながらも、通常の3倍の食数を記録する。 |
| 2  | 2007年 | スーちゃん 60周年キャンペーン | 3月3日 3月4日                 | 創業60周年イベントの締めくくりとして企画。 食数は1回目より下回ったものの、客数は大幅に増える。 |
| 3  | 2008年 | スーちゃん 桃のキャンペーン   | 3月1日 3月2日                 | キャンペーン限定のオリジナルメニュー（かきあげラーメン・コーンバターラーメン）が登場した。 食数・客数共に伸長したため、以後3月の定番行事とすることを決めるきっかけになる。 |
| 4  | 2009年 | スーちゃん 桃のキャンペーン   | 3月7日 3月8日                 | 初めて3月第2週に開催。また初めてラーメンの種類が4品目に絞りこまれる。 2日間で100万食達成。 |
| 5  | 2010年 | スーちゃん 桃のキャンペーン   | 3月6日 3月7日                 | ラーメンの種類が3品目に絞りこまれる。 |
| 6  | 2011年 | スーちゃん 桃のキャンペーン   | 3月5日 3月6日                 | レジ客数6年連続増加を達成。 |
| 7  | 2012年 | 春のスーちゃん祭              | 3月3日 3月4日                 | キャンペーン名を半額キャンペーンの枠を超えてお客に喜んでもらえる企画にしたいということで変更。 |
| 8  | 2013年 | スーちゃん祭                  | 3月2日 3月3日                 | |
| 9  | 2014年 | スーちゃん祭                  | 3月1日 3月2日                 | |
| 10 | 2015年 | スーちゃん祭                  | 3月7日 3月8日                 | 3月第2週に開催。 |
| 11 | 2016年 | スーちゃん祭                  | 3月5日 3月6日                 | 創業70周年記念イベント。 |
| 12 | 2017年 | スーちゃん祭                  | 3月4日 3月5日                 | 創業70周年記念イベント。 |
| 13 | 2018年 | スーちゃん祭                  | 3月3日 3月4日                 | |
| 14 | 2019年 | 平成最後のスーちゃん祭        | 2月15日〜3月10日              | 今までのような特定の2日間だけではなく、24日間にもわたる大規模なものとなった。 メニューは通常と変わらず、ほぼ全ての商品が半額の対象となった。 通常価格で麺類を購入することで渡される「半額パスポート」を持っていれば、期間中は毎日（1日に1回まで）半額になるというもの。 パスポートの配布は3月3日まで、使用は10日までであった。 |
| 15 | 2020年 | スーちゃん祭2020              | 3月1日〜13日                  | 今までのような特定の2日間だけではなく、上記期間内に麺類1品購入につき、3月16日〜29日に同じ麺類がもう1杯無料になる無料券を配布する方式に変更。 新型コロナウィルス蔓延防止対策のため、中止。 |
| 16 | 2021年 | 75周年創業祭 スーちゃん祭2021 | 4月9日〜18日                  | 今までのような特定の2日間だけではなく、上記期間内に麺類1品購入につき、4月19日〜7月5日に麺類が330円割引になる割引券を配布する方式に変更。 |
| 17 | 2022年 | スーちゃん祭2022・寿祭2022    | 3月19日〜21日                 | 3日間開催。また、麺類1品購入につき、3月22日〜5月31日に同じ麺類がもう1杯無料になる無料券を配布する方式に変更。 |
| 18 | 2023年 | スーちゃん祭2023              | 3月4日・5日 3月11日・12日     | 今までのような特定の2日間だけではなく、2週に分かれての開催となった。また、寿がきやの寿祭2023は、3月4日・5日に麺類1品購入すれば、3月6日〜4月28日に同じ麺類がもう1杯無料になる無料券を配布する方式であった。 |
| 19 | 2024年 | スーちゃん祭2024              | 3月2日 3月3日                 | 寿がきやの寿祭2024は3月9日・10日に開催。 |
| 20 | 2025年 | スーちゃん祭2025・寿祭2025    | 3月1日・3月2日 3月8日・3月9日 | 今までのような特定の2日間だけではなく、2週に分かれての開催となった。 3月1日・2日は愛知県のうち名古屋市および北名古屋市の店舗・岐阜県・滋賀県・大阪府・兵庫県・京都府・奈良県の店舗で、 3月8日・9日は愛知県のうち上記以外の市町・三重県・静岡県の店舗で開催。                                                                   |

## スポンサー
- ことばのおもちゃばこ（CBCラジオ）